# 帕拉季-科馬里夫齊
48°31′28″N 22°10′32″E / 48.52444°N 22.17556°E
帕拉季-科馬里夫齊（烏克蘭語：Паладь-Комарівці），是烏克蘭的村落，位於該國西部外喀爾巴阡州，由烏日霍羅德區負責管轄，面積2.03平方公里，2001年人口834，人口密度每平方公里410.84人。